# Milan Tošić
Milan Tošić (Novi Sad, 1960) srpski je slikar.

## Biografija
Milan Tošić završio je tehnološku školu a slikarstvom se bavi od malih nogu. Član je udruženja Likovni Amateri Novoga Sada. Potpuno je samouk (autodidakta), ali slika od 1985. pa je stekao bogato iskustvo.
Naslikao je preko 5.800 slika, međutim nikada nije imao samostalnu izložbu i ne učestvuje na kolonijama.  Njegov stil je realizam sa primesama hiperrealizma.
U Novom Sadu, gde živi i stvara. Slika tehnikom ulje na platnu.

## Spoljašnje veze
- Zvanični veb-sajt
- Milan Tošić na portalu slikari.rs